# Ruffey-le-Château
Ruffey-le-Château település Franciaországban, Doubs megyében. Lakosainak száma 366 fő (2022. január 1.). Ruffey-le-Château Brussey, Burgille, Chevigney-sur-l'Ognon, Franey, Recologne és Marnay községekkel határos.

## Népesség
A település népessége az elmúlt években az alábbi módon változott:
| Lakosok száma | 95   | 163  | 234  | 286  | 336  | 358  | 364  | 361  | 360  | 366  |
|               | 1968 | 1982 | 1990 | 2006 | 2013 | 2015 | 2017 | 2019 | 2020 | 2022 |